# Olivia Jade
Olivia Jade Giannulli (Los Ángeles, California, 28 de septiembre de 1999) es una youtuber estadounidense e hija de la actriz Lori Loughlin y el diseñador de moda Mossimo Giannulli. Mientras estaba en la escuela secundaria, Giannulli comenzó una carrera en las redes sociales de YouTube e Instagram; a partir de 2019, ambas cuentas han acumulado más de un millón de seguidores. La solicitud fraudulenta de Giannulli a la Universidad del Sur de California fue una parte destacada del escándalo de corrupción en admisiones universitarias del 2019.

## Primeros años y educación
Giannulli es hija de la actriz Lori Loughlin y el diseñador de moda Mossimo Giannulli. Tiene una hermana mayor, Isabella, y un medio hermano, Gianni. Asistió a la escuela John Thomas Dye desde jardín de infantes hasta sexto grado, seguida de la escuela Marlborough hasta que se transfirió después del noveno grado.
En 2018, Giannulli se graduó de Marymount High School en Los Ángeles y se inscribió en la Universidad del Sur de California. A partir de octubre de 2019, ambas hermanas Giannulli ya no están inscritas en la universidad.

### Escándalo de 2019
En 2018, según una acusación del gobierno de Estados Unidos, Giannulli posó para una foto en una máquina de remo ergómetro. La foto fue enviada más tarde como parte de su solicitud a la Universidad del Sur de California (USC) con la implicación de que era una remera competitiva, aunque no lo era y no tenía interés en convertirse en una. Al mismo tiempo, se alega, sus padres pagaron $500,000 dólares en sobornos a un entrenador en la universidad para designarla a ella y a su hermana mayor Isabella como prospectos atléticos para el equipo, lo que les permitió ingresar a la universidad. Según la denuncia penal federal contra su padre, Olivia Jade estaba confundida acerca de cómo completar la solicitud de la USC, y un empleado del presunto líder de la conspiración finalmente tuvo que completarla a su nombre. Teen Vogue informó que «no se sabe si Olivia Jade conocía el supuesto plan».
Antes de comenzar las clases en la USC, Giannulli generó críticas cuando publicó una declaración en su canal de YouTube en la que dijo, refiriéndose a su próxima asistencia a la universidad, «... quiero que la experiencia sea como los días de juegos, de fiesta... realmente no me importa la escuela, como todos ustedes saben». Según Newsweek, ella había estado asesorando activamente a sus seguidores en las redes sociales sobre cómo postularse a la universidad días antes de que agentes federales arrestaran a sus padres por cargos de fraude por su presunta participación en la conspiración. El 13 de marzo de 2019, fuentes de los medios informaron que cuando se conoció la noticia del escándalo, Giannulli estaba en las Bahamas en el yate de $100 millones de Rick Caruso. Giannulli es amiga de la hija de Caruso, Gianna, y Caruso es el presidente del consejo de administración de la USC.
Olivia aparece en la película de Netflix, Operation Varsity Blues, que narra el plan de admisión a la universidad de Rick Singer. El documental recrea algunas conversaciones grabadas por el FBI entre Singer y las muchas personas con las que trabajaba, incluyendo a los padres de Olivia, Lori Loughlin y Mossimo Giannulli.

#### Repercusiones
El 14 de marzo de 2019, dos días después de que estallara el escándalo, Sephora se distanció de Giannulli y anunció que la compañía pondría fin a su asociación de maquillaje con ella. TRESemmé también la dejó como socia de ventas. Algunos medios de comunicación habían informado que abandonó la universidad por temor a ser «intimidado brutalmente»; sin embargo, un portavoz de la universidad confirmó más tarde que ella seguía matriculada.
Giannulli fue sometida a vergüenza pública y ridiculización generalizada a través de los medios sociales y tradicionales después de que surgieron las acusaciones del escándalo. Las plataformas de sus redes sociales se inundaron de comentarios críticos y finalmente deshabilitó las funciones de comentarios en su cuenta de Instagram. La escritora de Slate, Heather Schwedel, dijo que Giannulli marcó «todas las casillas correctas para el ridículo», mientras que el comediante John Oliver, hablando en Last Week Tonight with John Oliver, opinó que las «amenazas de muerte» eran inapropiadas, pero un período limitado de bromas a expensas de ella sería socialmente aceptable. El 2 de diciembre de 2019, Giannulli rompió su silencio sobre el escándalo en un video publicado en su cuenta de YouTube titulado «Hola de nuevo». Sin embargo, no abordó el escándalo directamente y dijo en el video que se le había prohibido legalmente hacerlo.
La USC programó una audiencia en marzo de 2019 para determinar si ella debería ser identificada como un «individuo perturbador», lo que podría resultar en una prohibición de por vida de la universidad.
En octubre de 2019, el Registrador de la USC confirmó que Olivia y su hermana ya no estaban inscritas en la universidad, pero la universidad dijo que debido a las leyes de privacidad de los estudiantes no confirmaría si las hermanas fueron expulsadas.

## Carrera
Mientras estaba en la escuela secundaria, Giannulli comenzó un canal de YouTube. Luego abrió una cuenta de Instagram. Cada cuenta tiene más de un millón de seguidores y se monetizaron a través de respaldos comerciales y anuncios de Amazon, Sephora y otras compañías.
Giannulli apareció en un episodio de 2016 del programa de concursos, Tap that Awesome App, compitiendo por un premio de $5.000 dólares para obras de caridad.
En 2018, registró la marca «Olivia Jade» y «Olivia Jade Beauty». Al principio, sus solicitudes no habían sido procesadas por la Oficina de Patentes y Marcas Registradas de Estados Unidos debido, en parte, a lo que los medios de comunicación describieron como «mala puntuación». Su solicitud de marca registrada fue aprobada en abril de 2019.
En 2019, abrió una cuenta en TikTok y ha acumulado más de 300 mil seguidores y más de 4 millones de me gusta.
En septiembre de 2021, Giannulli fue anunciada como una de las celebridades competidoras de la trigésima temporada de Dancing with the Stars, siendo emparejada con la bailarín profesional Valentin Chmerkovskiy. Ellos fueron eliminados en la octava semana en una doble eliminación, terminando en el octavo puesto.

## Vida personal
En 2017, Giannulli chocó su automóvil mientras cantaba «Signed, Sealed, Delivered I'm Yours»  de Stevie Wonder mientras se filmaba a sí misma con su teléfono móvil, lo que provocó expresiones de preocupación por sus hábitos de conducción entre sus seguidores de las redes sociales.
En 2020, antes de que sus padres fueran sentenciados por el escándalo de soborno de admisión a la universidad de 2019, publicó una foto de ella aprendiendo a andar en patineta con un bikini bandeau rosa que publicó en Instagram.